# یلو کب پیتزا
یلو کب پیتزا (انگلیسی: Yellow Cab Pizza) شرکت رستوران‌های زنجیره‌ای فیلیپینی است، که در سال ۲۰۰۱ تأسیس شد.